# Semmering sípálya
Semmering Európa egyik legrégebbi sípályája, amely 1 óra (100 km) autóútra van Bécstől. Még 1888-ban alapították, és ma már egész évben működő klasszikus osztrák üdülőhelynek számít,  sí- és szánkópályákkal télen és modern kerékpárparkkal, túraútvonalakkal és hegyi tavakkal nyáron.

## Földrajzi adatok
Semmering település Alsó-Ausztria és Stájerország határán helyezkedik el 1000 méteres tengerszint feletti magasságban, és erdők veszik körül. Semmering Neunkirchen kerületben található, mintegy 100 km-re Bécstől.

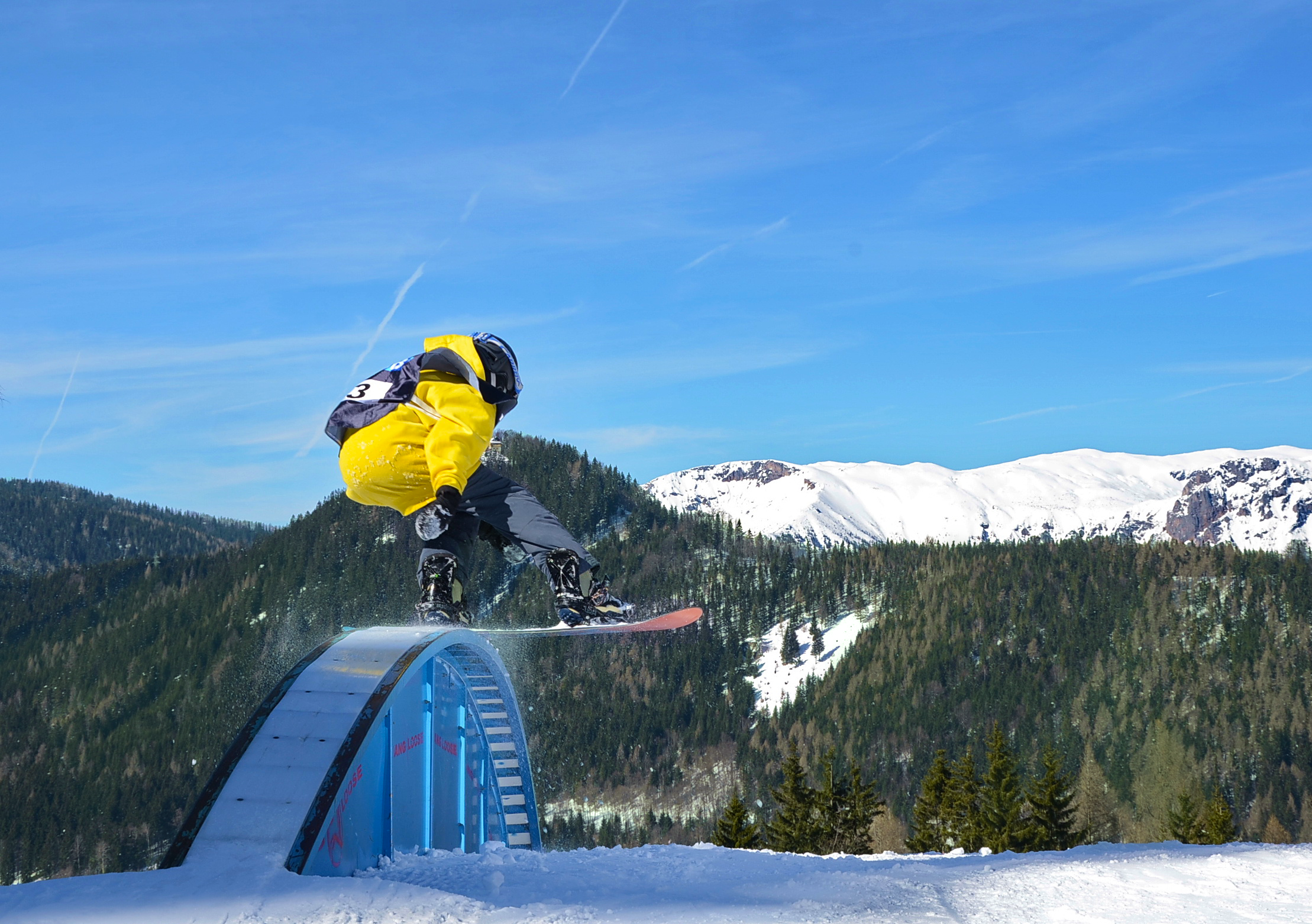
Téli Semmering

Legközelebbi városok:
Bécs ~ 100 km
Graz ~ 100 km
Pozsony ~ 150 km
Budapest ~ 300 km

### Az út az üdülőhelyhez
Az üdülőhelyre a meredek sziklákon és viaduktokon keresztül a világ első hegyi vasútja vezet.
A  sípálya megközelíthető Becsből, az utazási idő mindössze 1 óra. A főváros és az üdülőhely között közel 10 vonat és autóbusz közlekedik naponta.
Legközelebbi repülőtér Bécs Schwechat (106 km). 

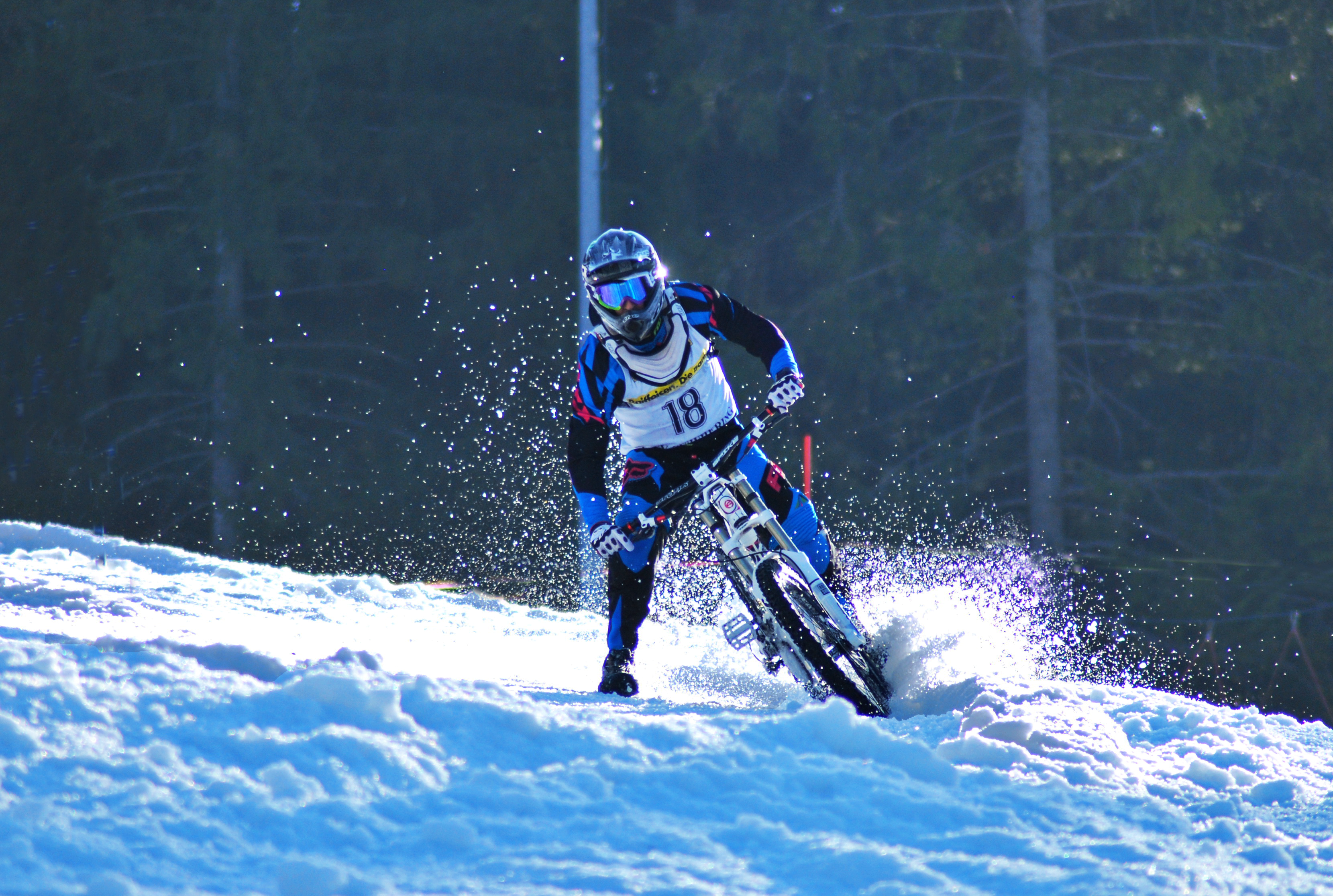
Biciklizés a hóban

## Infrastruktúra

### Téli üdülés

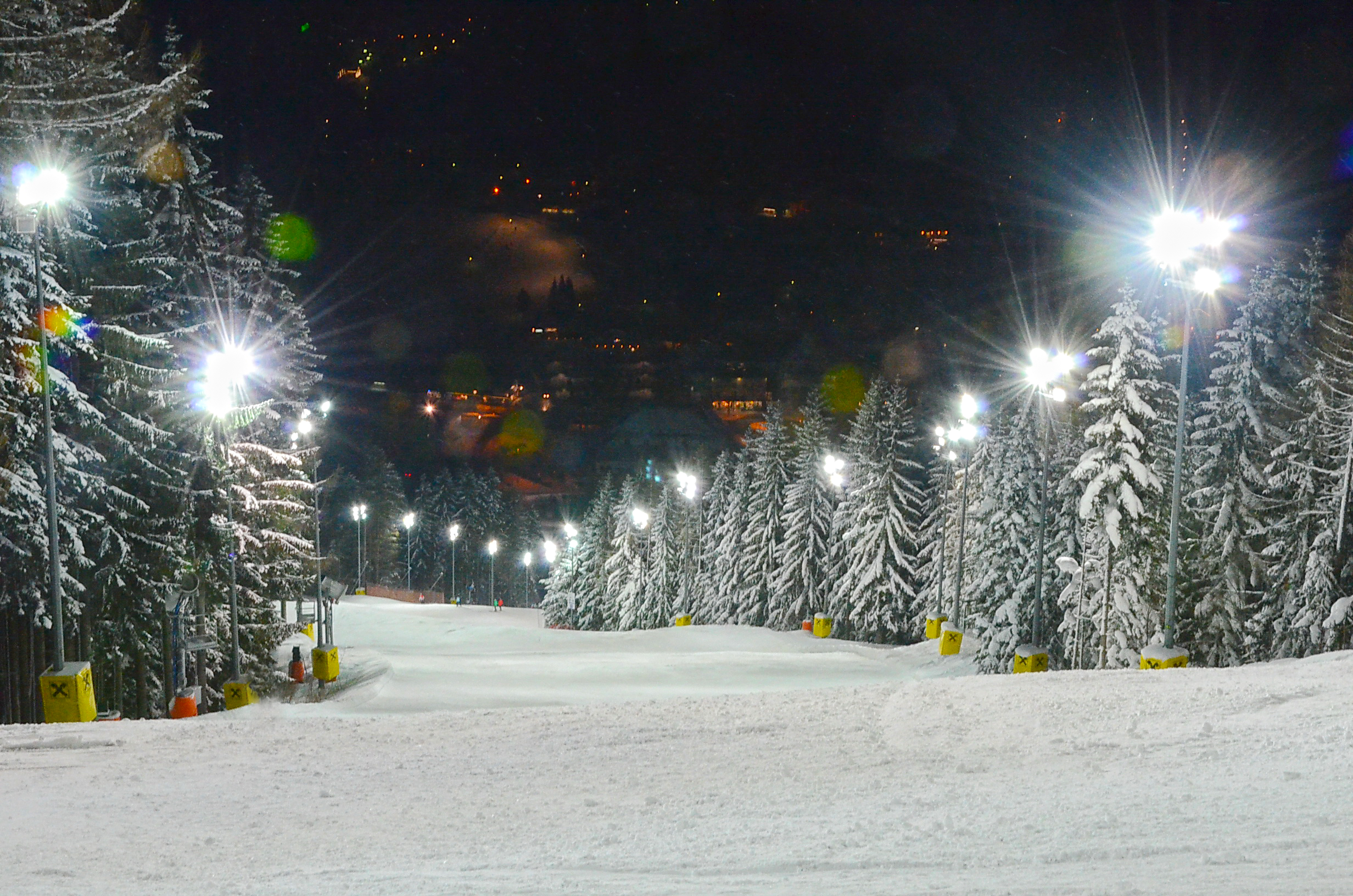
Kivilágított éjszakai pálya, snowboard park (halfpipe, quarter-pipe)

A síszezon itt november közepétől április elejéig tart. Télen Semmering  egy síváros, amely a következő lehetőségeket nyújtja:
- 14 km hosszú lesiklópályák nappali síelésre (köztük 3 km kezdőknek, 10 km középnehéz, 1 km nehéz pálya)
- 13 km hosszú lesiklópályák éjszakai síelésre (Semmering pályái a világ egyik legjobb éjszakai megvilágításával rendelkező sípályák)
- 12 km sífutásra alkalmas pálya
- 3 km hosszú szánkópálya éjszakai megvilágítással
- 3 lift

A szintkülönbség eléri a 400 métert.

### Nyári üdülés
Nyáron az üdülőhely családi egészségügyi és sportközponttá alakul át, valamint extrém kerékpáreseményeknek ad helyet, hiszen itt található Európa egyik legnagyobb bike-parkja. Semmering gyakran válik nagyszabású  rendezvények helyszínévé, az új Mazda MX5 bemutatójától a Race the night 24 órás kerékpárversenyig.

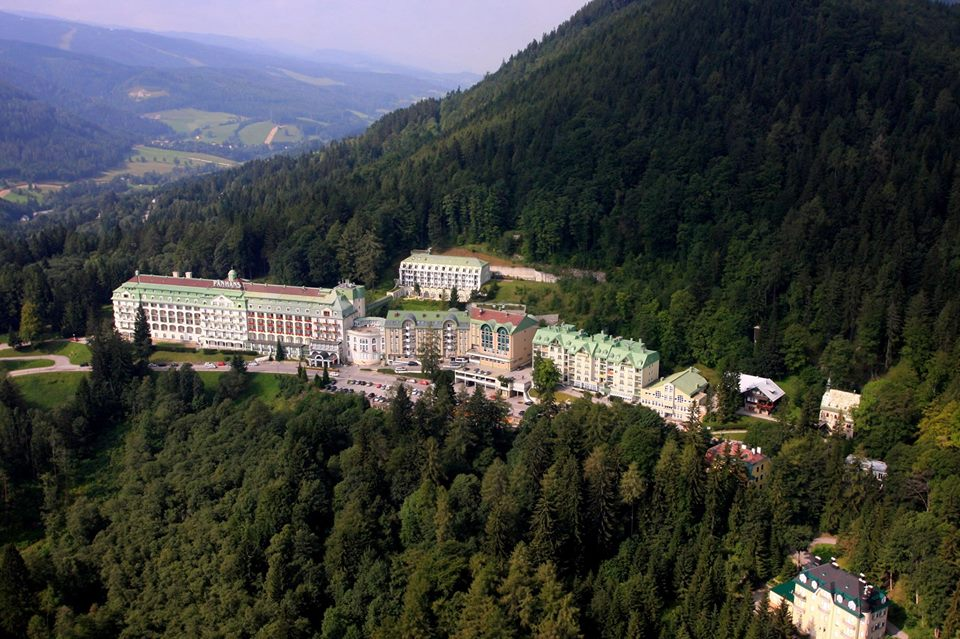
Hotel Panhans

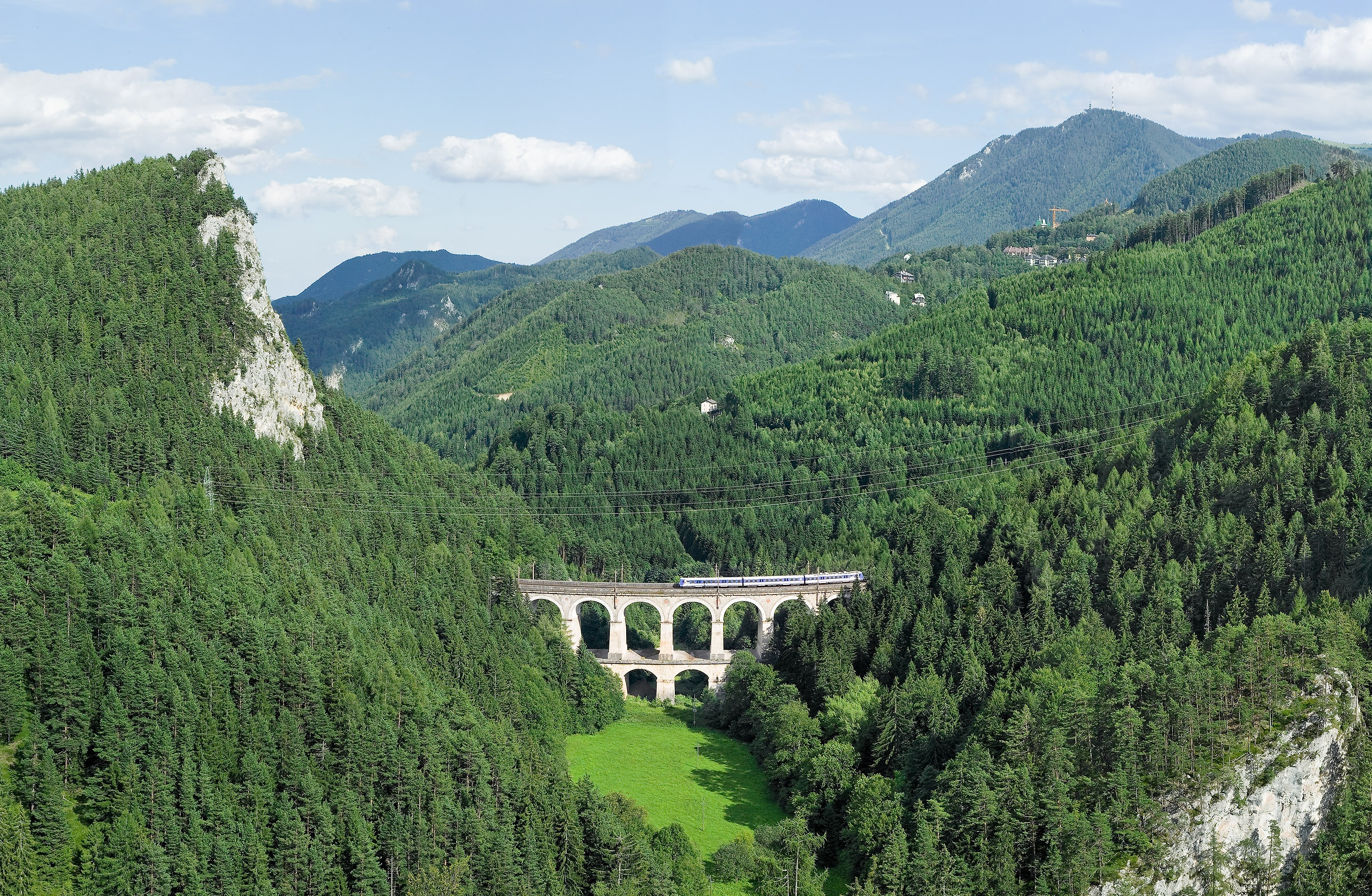
A semmeringi vasút

Nyáron Semmering a következő lehetőségeket kínálja:
- Split-park 16 figurával
- 7 különböző szintű kerékpárzóna, beleértve a gyerekzónát is
- 185 km kényelmes túraútvonal
- sétalovaglás
- golfpálya
- Spa és wellness-programok

### Szállás
Semmeringben 19 hotel található, közöttük a régi Grand Hotel Panhans,  a város fő nevezetessége.

#### Panhans Grand Hotel****
Ez a szálloda 1888-ban nyílt meg, és a több mint 125 éves története alatt sok híres írót, művészt, közéleti személyiséget látott vendégül, köztük: Karl Franz Josef osztrák császár, Oskar Kokoschka, Karl Kraus, Adolf Loos, Peter Altenberg, Arthur Schnitzler, Gerhart Hauptmann és Stefan Zweig.

## Érdekességek
- A Semmeringi vasutat 1998-ban az UNESCO világörökség részévé nyilvánították. Ez Európa első hegyi vasútja.
- Semmering többször fogadta az alpesisí-világbajnokságot.